# Židé v Monaku
Židovská komunita v Monaku čítá k roku 2012 asi 1000 osob, které však nemají monacké občanství.

## Historie
Před druhou světovou válkou mělo Monako pouze malou židovskou komunitu, čítající asi 300 osob. Převážně se jednalo o aškenázské Židy z Francie. Během války vydávala vláda knížectví falešné doklady totožnosti svým židovským občanům, aby je tak uchránila před německými deportacemi do koncentračních táborů. Princ Ludvík II. odmítl propustit židovské státní úředníky a před deportací zachránil svého přítele Édouarda de Rothschilda. Na druhou stranu však monacká policie zatkla 42 židovských uprchlíků ze střední Evropy a předala je nacistům.
Po válce byla roku 1948 oficiálně založena židovská obec, známá jako Association Culturelle Israelite de Monaco, která má na starosti synagogu, židovskou školu a košer obchod (vše zmíněné se nachází v Monte Carlu).
K roku 2012 čítá monacká židovská komunita asi 1000 osob, které však nemají monacké občanství. Tvoří ji převážně senioři ze Spojeného království (40 %) a Francie. Dále jsou členy komunity Židé a jejich potomci, pocházející ze zemí severní Afriky. Zhruba polovinu komunity tvoří Aškenázové a polovinu Sefardové. Má vlastního stálého rabína, kterým je Isaac Amsellem, jenž vede bohoslužby a vyučuje v místní židovské škole. Z židovských organizací, jež jsou v místní komunitě aktivní lze jmenovat například Mezinárodní ženskou sionistickou organizaci (WIZO) a B'nai B'rith.
Členem monacké knížecí rodiny se má stát francouzský židovský herec Gad Elmaleh, který je zasnouben s Charlotte Casiraghi, dcerou monacké dědičné princezny Caroline.
Monako má plné diplomatické vztahy s Izraelem, který má svého konzula ve francouzské Marseille.